# كابراونا
كابراونا هي بلدية في مقاطعة كونيو في منطقة بيدمونت الإيطالية، وتقع على بعد حوالي 110 كيلومتر (68 ميل) جنوب تورينو وحوالي 45 كيلومتر (28 ميل) جنوب شرق كونيو.
تقع كابراونا على حدود البلديات التالية: ألتو وأكويلا دي أروشيا وأرمو وبورغيتو دي أروشيا وأورميا وبييفي دي تيكو.

## أنظر أيضاً
- مونتي أرميتا
- مونتي ديلا غوارديا